# Olle Barkander
Olof (Olle) Vilhelm Barkander, född 1 april 1918 i Delsbo, Hudiksvalls kommun, död 9 juli 2010 i Valbo, var en svensk ryttare som tävlade i fälttävlan. Barkander tävlade för Gävle Fältrittklubb, som han grundade 1947.
Barkander tävlade för Sverige vid olympiska sommarspelen 1960 i Rom. Både individuellt och i lagtävlingen i fälttävlan blev han oplacerad.
Han tog guld vid Svenska mästerskapen i fälttävlan 1963 och 1967 samt silver vid SM 1956, 1958,  1960, 1961, 1963. Han tog även ett brons vid SM 1965.
Olle Barkander är gravsatt i minneslunden på Skogskyrkogården i Gävle.